# Twike
El Twike (composición de Twin y Bike) es un vehículo eléctrico ligero (L.E.V.) de tracción mixta: humana y eléctrica, diseñado para transportar dos pasajeros con sus respectivas maletas. Puede ser conducido en modo solo eléctrico, o bien eléctrico y pedaleando. El vehículo fue originalmente diseñado en Suiza, aunque actualmente se fabrica por la empresa FINE Mobile GmbH en Alemania.

## Características
El Twike está construido de materiales ligeros, como el aluminio y el plástico. Este triciclo de 246 kg de peso está equipado por un motor eléctrico de  3 kW y batería de 336 voltios que puede ser:
- Batería de níquel y cadmio de 10 amperios hora de carga eléctrica y de 50 a 90 km de autonomía.
- Batería de níquel e hidruro metálico de 17,8 amperios hora de carga eléctrica y de 80 a 140 km de autonomía.
- Batería de Lithium Mangan, con la que es posible más de 500km de autonomía.

## Datos operativos
Francesc Baselga, propietario de un Twike facilita los siguientes datos:
- Velocidad media: 50 a 60 km/h
- Velocidad máxima: 95 km/h
- Tiempo de carga: 2 horas
- Coste de la carga. 0,30 €, que permiten unos 60 km

## Modo operativo
El Twike se controla con una palanca de tipo “jostick” más parecida al brazo de un timón que al jostick de un ordenador. A plena carga se pueden hacer más que 500 km de recorrido por carga, pero siempre dependiendo del terreno, velocidad, peso de los pasajeros y la carga y el pedaleo del conductor y pasajero.
Pedalear aumenta la autonomía del vehículo, pero no aumenta su velocidad máxima. El vehículo no puede ser propulsado únicamente a pedales. Un sistema de frenado antibloqueo regenerativo captura la energía de la desaceleración y la carga de las baterías (controladas por ordenador)
El ordenador de a bordo del Twike controla todos los aspectos de carga y descarga de las baterías y el uso de la energía. Se pueden modificar parámetros que afectan al rendimiento: mayor o menor aceleración, autonomía, etc. Los usuarios del Twike en América han informado de haber alcanzado velocidades por encima de los 105 km/h.

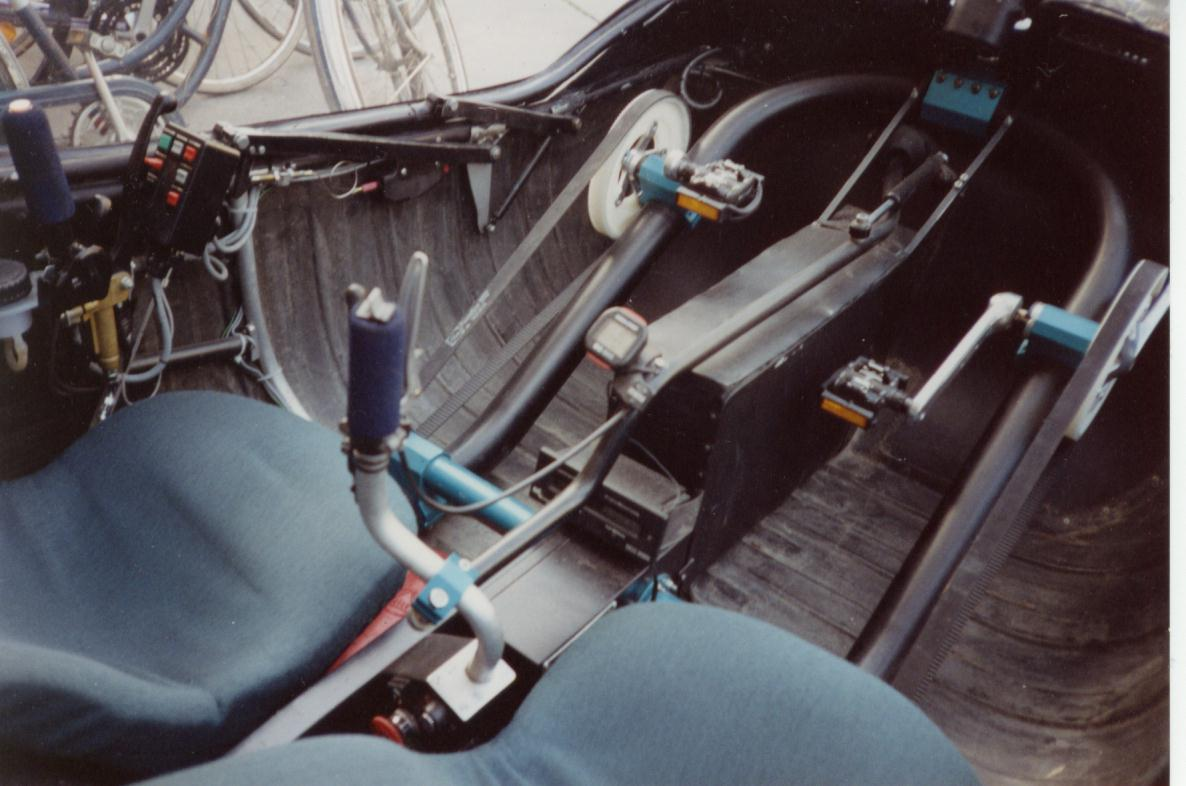
Interior de un Twike
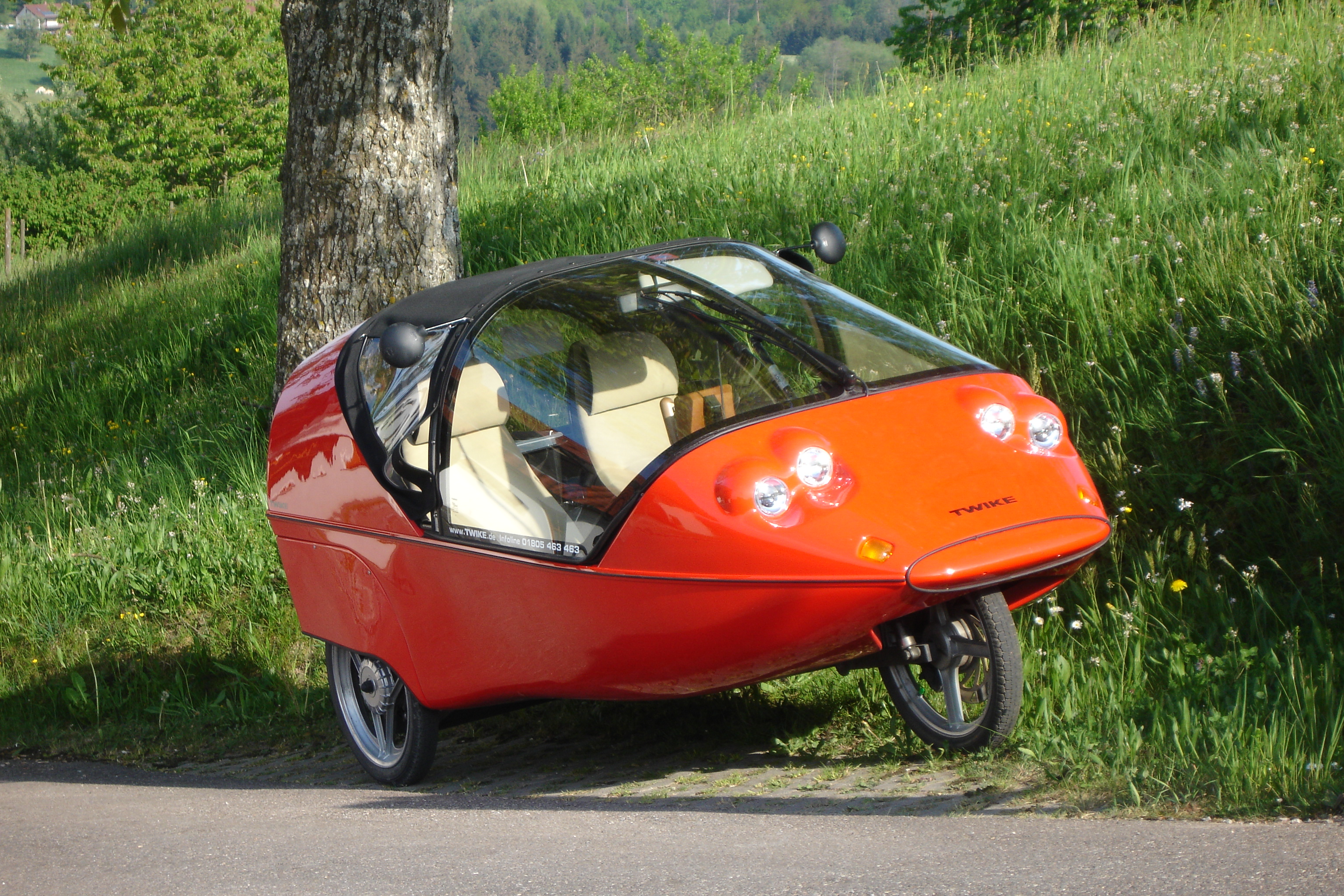
Twike en activo